# Амаглеба (Ванский муниципалитет)
Амаглеба (груз. ამაღლება) — село в Грузии, на территории Ванского муниципалитета края (мхаре) Имеретия.

## География
Село находится в западной части Грузии, на берегах реки Квинисцкали, на расстоянии приблизительно 7 километров (по прямой) к востоку от города Вани, административного центра муниципалитета. Абсолютная высота — 87 метров над уровнем моря.

## Население
По результатам официальной переписи населения 2014 года, в Амаглебе проживало 1052 человека (518 мужчин и 534 женщины). В национальной структуре населения грузины составляли 99,9 %, русские — 0,1 %.
| Год  | Население, человек |
| ---- | ------------------ |
| 2002 | 1357               |
| 2014 | ↘ 1052             |